# Арсенал (Marvel Comics)
Арсенал (англ. Arsenal) — вигаданий персонаж, робот, що з'являвся на сторінках коміксів, виданих американським видавництвом Marvel Comics. Персонаж вперше з'явився в коміксі «Iron Man» #114 (вересень 1978), створений Біллом Мантло й Кітом Ґіффеном.

## Історія публікації

### Арсенал
Персонаж зробив свій дебют у коміксах сюжетної лінії, поділеній на дві частини, «Iron Man» #114 (вересень 1978) та «The Avengers Annual» #9 (1979). Персонаж з'явився останній раз у випуску «Hulk» #282 (квітень 1983).

### Арсенал «Альфа»
Арсенал «Альфа» з'явився в епізодичній ролі в коміксах «Iron Man» #84-85 (серпень 2004), де був знищений.

## Вигадана біографія
В останні дні Другої світової війни група вчених союзників на чолі з Говардом Старком розробила «Проєкт Арсенал», і створення робота під назвою «Арсенал», бойового прототипу, масовий випуск роботів буде розгорнуто в разі перемоги у війні. Робот також управлявся через комп'ютерну програму Старка. Коли союзники перемогли у війні, «Арсенал» був поміщений на зберігання. Арсенал активували для військової демонстрації під час загострення холодної війни, але так ніколи й не використовували. Месники билися з Єдинорогом під Маєтком Месників, тоді Арсенал раптово почав атакувати їх. Залізна людина успішно відключила його.
Месники дізнаються, звідки взявся Арсенал, від урядового зв'язку Генріха Пітера Ґиріча. «Арсенал» знову активується і викрадає Соколине око та Звіра вражаючи їх електричним розрядом. Генк Пім попереджає інших членів Месників, що група «Проєкт Томоррос» перебуває просто під маєтком.
Господиня помилково вважала, що союзники програли Другу світову війну, Арсенал перемагає деяких Месників, поки не зіткнувся з Тором і Багряною відьмою. Бачачи свою поразку, Арсенал самознищується, в той час Залізна людина стикається з Господинею, запрограмована мозковими хвилями Марія Старк. Залізна людина пояснює, що союзники виграли війну, і те, що Господиня була просто моделлю його матері Марії, комп'ютерною програмою, яка витягує власну пам'ять.
Арсенал симулював своє знищення. Коли Жінка-Галк і Галк відвідували Маєток, у цей час Арсенал напав на дворецького Месників Едвіна Джарвіса. Жінка-Галк і розлючений Галк почали трощити Арсенала, поки не знищили його.
Залізна людина врешті-решт дізнається, що підрозділ «Бета» було знищено, а підрозділ «Альфа» залишився під Маєтком. Міністерство внутрішньої безпеки просить Тоні закрити його через загрозу безпеці людей та інших Месників, яку воно становить. Залізна людина відстежувала блок управління, не знаючи про те, що Месники слідували за ним. Пристрій активується, коли коди передачі передаються на радіокерований комп'ютер Залізної людини, потім відбувається битва між новим Арсеналом і Месниками. Тоні зрозумів, що Арсенал був активований втручанням у його «інертний» сигнал. Залізна людина заманює Арсенала в пастку, в той час, як Керол Денверс відключає його.
Повністю заново зібраний і контрольований, Арсенала пізніше використовували для тестових тренувань для новобранців Месників під приводом того, що він вийшов з-під контролю.

## Сили й здібності
Арсенал — багатофункціональний бойовий робот, що має підвищену міцність і довговічність. Він озброєний інерційними стрілами, випромінювальним електрошоковим батогом і високоінтенсивним лазерним променем.
Арсенал «Альфа» споряджений вогнеметом, кількома гарматними установками та деспенсером для викиду токсичних газів.

## Альтернативні версії

### Ultimate Marvel
У всесвіті Ultimate Marvel Арсенал — це кілька роботів, яких, як з'ясувалося, створив Говард Старк-старший для Залізної людини.

### Marvel Noir
За сюжетом Marvel Noir, роботи «Арсенал» були створені як нацистська зброя Барона Земо (він же Говард Старк після взяття над ним контролю розуму).

## Поза коміксами

### Телебачення

#### Месники, усі разом!
- Арсенал з'явився в анімаційному мультсеріалі «Месники, усі разом!», озвучений Джимом Мескіменом[14]. Робот був побудований Говардом, щоб він захищав Тоні від усіляких небезпек. В епізоді «Арсенал» андроїд виявив його в Чорнобилі, де Арсенал використовували для утримання гами-випромінювання реактора впродовж кількох десятиліть, завдяки каменю Сили Галк активував Арсенал.
- В епізоді «Сходження Таноса» Арсенал поглинав постріли з Рукавички Нескінченності, тим самим позбавивши Таноса сил. Він допоміг Залізній людині та Тору в битві проти Еріка Вільямса. Коли Месники билися з Таносом, Арсенал пожертвував собою, щоб забрати Таноса якнайдалі від Землі, він виконував своє головне завдання — захистити Тоні за всяку ціну.
- Голова Арсенала вціліла і Тоні вирішує відновити її (це було в епізодах «Привиди минулого» і «Назад у навчальний зал».
- В епізоді «Перемога Таноса» Арсенал завдяки Тоні був відновлений, він зміг поглинути всю енергію всіх Каменів Нескінченності, тим самим допоміг Месникам перемогти Таноса. Альтрон вселяється в тіло Арсенала для захоплення сил Каменів Нескінченності, щоб стати всемогутнім.
- В епізодах «Шпаринка в системі» і «Розформовані Месники» Тоні Старк марно атакує Альтрона, щоб витягнути з нього Арсенала.
- В епізоді «Повстання Альтрона» Арсенал ненадовго відновлює контроль над собою, щоб попрощатися з Тоні. Потім влетить на Сонце і знищує Альтрона разом із собою.